# Jagatipur
Jagatipur (nepalski: जगतिपुर) – gaun wikas samiti w zachodniej części Nepalu w strefie Bheri w dystrykcie Jajarkot. Według nepalskiego spisu powszechnego z 2001 roku liczył on 1126 gospodarstw domowych i 6476 mieszkańców (3294 kobiet i 3182 mężczyzn).